# Morti il 10 febbraio
| Questa pagina contiene informazioni ricavate automaticamente dalle voci biografiche con l'ausilio del template Bio e di un bot. L'aggiornamento è periodico e automatico e ricostruisce completamente la pagina. Se manca una persona in questa lista, sei pregato di non aggiungerla, ma accertati piuttosto che la sua voce biografica contenga il template Bio e che i dati anagrafici siano correttamente compilati. Se il template Bio manca, inseriscilo tu stesso o, in alternativa, metti l'avviso {{tmp\|Bio}} che ne segnala la mancanza. Se i dati riportati sono sbagliati, correggi direttamente la voce biografica; le modifiche saranno visibili in questa lista entro pochi giorni. Per chiarimenti vedi il progetto biografie. La lista contiene solo le 532 persone che sono citate nell'enciclopedia e per le quali è stato implementato correttamente il template Bio. Pagina aggiornata al 13 ago 2025. |

## III secolo(1)
- 203 - Caralampo, santo

## VI secolo(1)
- 547 - Scolastica da Norcia, religiosa italiana (n. 480)

## X secolo(1)
- 917 - Frederuna, regina

## XI secolo(1)
- 1050 - Ingegerd Olofsdotter, nobile e religiosa svedese (n. 1001)

## XII secolo(5)
- 1127 - Guglielmo IX d'Aquitania, trovatore, duca e conte//--> francese (n. 1071)
- 1134 - Roberto II di Normandia, cavaliere medievale normanno
- 1157 - Guglielmo di Malavalle, religioso e santo francese
- 1163 - Baldovino III di Gerusalemme, cavaliere medievale franco (n. 1130)
- 1163 - Ugo di Fosses, abate e beato belga

## XIII secolo(5)
- 1221 - Niccolò d'Aiello, arcivescovo cattolico e politico italiano
- 1242 - Enrico VII di Hohenstaufen, re tedesco (n. 1211)
- 1242 - Shijō, imperatore giapponese (n. 1231)
- 1255 - Arnaldo da Limena, abate italiano
- 1280 - Margherita II di Fiandra, nobile fiamminga (n. 1202)

## XIV secolo(6)
- 1306 - John Comyn, III Signore di Badenoch, nobile, politico e generale scozzese
- 1313 - John Hastings, I barone Hastings, nobile inglese (n. 1262)
- 1314 - Riccardo Petroni, cardinale italiano
- 1326 - Chiara da Rimini, religiosa italiana (n. 1280)
- 1330 - Giovanni I di Namur, marchese (n. 1267)
- 1399 - Jean de Murol, cardinale e vescovo cattolico francese

## XV secolo(6)
- 1419 - Ulrich Ensingen, architetto tedesco (n. 1359)
- 1444 - Luís Gonçalves do Amaral, cardinale e vescovo cattolico portoghese
- 1471 - Federico II di Brandeburgo, principe (n. 1413)
- 1479 - Caterina di Kleve, nobile (n. 1417)
- 1480 - Pino III Ordelaffi, nobile italiano (n. 1436)
- 1500 - Niccolò Ariosto, militare italiano (n. 1433)

## XVI secolo(10)
- 1524 - Caterina di Sassonia, nobile tedesca (n. 1468)
- 1526 - Giovanni V di Oldenburg, nobile tedesco (n. 1460)
- 1526 - Bernardo Zenale, pittore e architetto italiano
- 1552 - Ettore Fregoso, religioso e letterato italiano
- 1567 - Enrico Stuart, re britannico (n. 1545)
- 1574 - Fernando di Castiglia e Mendoza, conte di Marin, nobile spagnolo (n. 1500)
- 1576 - Guilielmus Xylander, umanista, filologo classico e traduttore tedesco (n. 1532)
- 1586 - Zaccaria Fiorini, predicatore italiano (n. 1500)
- 1598 - Anna d'Asburgo, sovrana (n. 1573)
- 1600 - Giano Pelusio, presbitero, umanista e poeta italiano (n. 1520)

## XVII secolo(19)
- 1609 - Serafino Olivier-Razali, cardinale e patriarca cattolico francese (n. 1538)
- 1616 - Lazare Zetzner, editore e tipografo francese (n. 1551)
- 1621 - Pietro Aldobrandini, cardinale italiano (n. 1571)
- 1624 - Wawrzyniec Gembicki, arcivescovo cattolico polacco (n. 1559)
- 1632 - Hafız Ahmed Pascià, politico ottomano (n. 1564)
- 1637 - Isabella Gonzaga, nobile italiana (n. 1565)
- 1638 - Anna di Guisa, nobile francese (n. 1600)
- 1645 - Alessandro Baldrati, monaco cristiano italiano (n. 1595)
- 1649 - Stefano Sauli, arcivescovo cattolico italiano
- 1657 - Sebastian Stoskopff, pittore e disegnatore tedesco (n. 1597)
- 1660 - Saul Levi Morteira, rabbino olandese (n. 1596)
- 1660 - Judith Leyster, pittrice e disegnatrice olandese (n. 1609)
- 1661 - Onorio Domenico Caramella, letterato, poeta e religioso italiano (n. 1623)
- 1665 - Antonio Travi, pittore italiano (n. 1608)
- 1667 - Juan Bautista Martínez del Mazo, pittore spagnolo
- 1674 - Leonard Bramer, pittore e disegnatore olandese (n. 1596)
- 1685 - Filippo Cesarini, nobile italiano
- 1690 - Gijsbert Verhoek, pittore olandese (n. 1644)
- 1695 - Orazio III Sessi, nobile italiano (n. 1647)

## XVIII secolo(26)
- 1701 - Savio Mellini, cardinale italiano (n. 1644)
- 1714 - Olivier van Deuren, pittore olandese (n. 1666)
- 1722 - Bartholomew Roberts, pirata britannico (n. 1682)
- 1727 - Francesco Procopio dei Coltelli, cuoco italiano (n. 1651)
- 1734 - Jean Raoux, pittore e disegnatore francese (n. 1677)
- 1742 - Giacomo Antonio Mannini, pittore italiano (n. 1646)
- 1743 - Luisa Adelaide di Borbone-Orléans, nobile francese (n. 1698)
- 1747 - Charles Bruce, IV conte di Elgin, nobile scozzese (n. 1682)
- 1752 - Enrichetta di Borbone-Francia, principessa francese (n. 1727)
- 1755 - Montesquieu, filosofo, giurista e storico francese (n. 1689)
- 1764 - Antonio Giuseppe Bossi, stuccatore italiano (n. 1699)
- 1765 - Jean-Baptiste Deshays, pittore francese (n. 1729)
- 1766 - Andrea Galassini, architetto e stuccatore svizzero (n. 1680)
- 1772 - Giuseppe Venceslao del Liechtenstein, principe austriaco (n. 1696)
- 1772 - Louis Tocqué, pittore francese (n. 1696)
- 1778 - Giulio Rucellai, politico italiano (n. 1702)
- 1780 - Giovanni di Birkenfeld-Gelnhausen, nobile tedesco (n. 1698)
- 1782 - Michele Imperiali, nobile italiano (n. 1719)
- 1782 - Friedrich Christoph Oetinger, teologo e teosofo tedesco (n. 1702)
- 1786 - John Cadwalader, generale e mercante statunitense (n. 1742)
- 1790 - Jan Jakub Zamoyski, nobile e politico polacco (n. 1716)
- 1792 - Andrzej Hieronim Zamoyski, nobile e politico polacco (n. 1716)
- 1793 - Antoinette Gabrielle Danton, francese (n. 1760)
- 1794 - Jacques Roux, politico, rivoluzionario e presbitero francese (n. 1752)
- 1796 - Giuseppe Maria Sisto y Britto, vescovo cattolico italiano (n. 1718)
- 1800 - Vincenzo Maria Altieri, cardinale italiano (n. 1724)

## XIX secolo(68)
- 1802 - Emmanuel-François de Bausset-Roquefort, vescovo cattolico francese (n. 1731)
- 1802 - Giovanni Paolo Gamba Zampol, scultore e intagliatore italiano (n. 1723)
- 1809 - Georg Zoëga, archeologo e numismatico danese (n. 1755)
- 1816 - Giuseppe Maria Doria Pamphilj, cardinale e arcivescovo cattolico italiano (n. 1751)
- 1816 - Jean-Paul-Égide Martini, compositore tedesco (n. 1741)
- 1817 - Karl Theodor von Dalberg, arcivescovo cattolico tedesco (n. 1744)
- 1817 - Justus Heinrich Wigand, ginecologo tedesco (n. 1769)
- 1820 - Anna Elisabetta Luisa di Brandeburgo-Schwedt, nobile (n. 1738)
- 1820 - Francisco Antonio Cebrián Valdá, cardinale spagnolo (n. 1734)
- 1821 - Francesco Giampietri, giurista e magistrato italiano (n. 1754)
- 1822 - Alberto di Sassonia-Teschen, principe tedesco (n. 1738)
- 1827 - Jean Claude Hippolyte Méhée de La Touche, diplomatico, scrittore e agente segreto francese (n. 1762)
- 1829 - Papa Leone XII, papa, arcivescovo cattolico e cardinale italiano (n. 1760)
- 1830 - Cosimo Giotti, librettista e poeta italiano (n. 1759)
- 1836 - Marie-Anne Paulze Lavoisier, chimica e nobildonna francese (n. 1758)
- 1837 - Aleksandr Sergeevič Puškin, poeta, saggista e scrittore russo (n. 1799)
- 1839 - Pedro Romero, torero spagnolo (n. 1754)
- 1841 - Joseph Alois Gleich, drammaturgo e letterato austriaco (n. 1772)
- 1850 - Carel Hendrik Bartels, mercante, imprenditore e giudice ghanese (n. 1792)
- 1854 - José Joaquín de Herrera, politico messicano (n. 1792)
- 1854 - Georg Kloss, storico e medico tedesco (n. 1787)
- 1854 - Giuseppe Sanguettola, vescovo cattolico italiano (n. 1788)
- 1855 - Ferdinando di Savoia-Genova, nobile e militare italiano (n. 1822)
- 1857 - David Thompson, esploratore e cartografo canadese (n. 1770)
- 1858 - Wilhelm Theodor Gümbel, botanico tedesco (n. 1812)
- 1859 - Anna Maria di Sassonia, nobile (n. 1836)
- 1860 - Giuseppe Marchi, archeologo, numismatico e gesuita italiano (n. 1795)
- 1860 - Luigi Nicola de Majo, militare italiano (n. 1778)
- 1861 - Gabriele della Genga Sermattei, cardinale e arcivescovo cattolico italiano (n. 1801)
- 1863 - Giuseppe Collignon, pittore italiano (n. 1778)
- 1865 - Callisto Balbo Bertone di Sambuy, nobile e generale italiano (n. 1802)
- 1865 - Paul-Gustave Froment, inventore francese (n. 1815)
- 1865 - Heinrich Lenz, fisico russo (n. 1804)
- 1868 - David Brewster, fisico e inventore scozzese (n. 1781)
- 1872 - Feodora di Hohenlohe-Langenburg, principessa (n. 1839)
- 1874 - Filippo Antonio Gualterio, politico e storico italiano (n. 1819)
- 1874 - Eudoxiu de Hurmuzachi, politico e storico romeno (n. 1812)
- 1875 - Clemente Papi, scultore italiano (n. 1803)
- 1876 - Reverdy Johnson, politico statunitense (n. 1796)
- 1876 - Eduard von Peucker, generale e politico prussiano (n. 1791)
- 1878 - Claude Bernard, fisiologo francese (n. 1813)
- 1878 - Edouard Perris, entomologo e esploratore francese (n. 1808)
- 1879 - Honoré Daumier, pittore e scultore francese (n. 1808)
- 1879 - Paul Gervais, zoologo e paleontologo francese (n. 1816)
- 1883 - Marshall Jewell, politico statunitense (n. 1825)
- 1885 - William Prest, calciatore e crickettista britannico (n. 1832)
- 1886 - Giovanni Battista De Nobili, avvocato e politico italiano (n. 1824)
- 1886 - Athanase Fouché, militare francese (n. 1801)
- 1886 - Edward Thomas, antiquario e numismatico inglese (n. 1813)
- 1887 - Napoléon Alexandre Berthier, politico francese (n. 1810)
- 1887 - Charles FitzGerald, IV duca di Leinster, nobile e politico irlandese (n. 1819)
- 1887 - Edgar Raoul-Duval, politico e magistrato francese (n. 1832)
- 1887 - Ellen Wood, scrittrice britannica (n. 1814)
- 1888 - Heinrich Leberecht Fleischer, arabista e orientalista tedesco (n. 1801)
- 1888 - Ernst Leberecht Wagner, patologo tedesco (n. 1829)
- 1890 - Pio Bartolucci Godolini, imprenditore, patriota e politico italiano (n. 1836)
- 1891 - Sof'ja Vasil'evna Kovalevskaja, matematica, fisica e attivista russa (n. 1850)
- 1891 - Giacomo Lignana, linguista italiano (n. 1827)
- 1892 - Tito Cacace, politico italiano (n. 1800)
- 1893 - Henry C. De Mille, commediografo statunitense (n. 1853)
- 1895 - Liu Buchan, ammiraglio e generale cinese (n. 1852)
- 1896 - Matteo Ricci, politico italiano (n. 1826)
- 1896 - Auguste Roy de Loulay, politico e avvocato francese (n. 1818)
- 1896 - Eduard Winkelmann, storico tedesco (n. 1838)
- 1897 - Antonio Bazzini, compositore e violinista italiano (n. 1818)
- 1898 - Stefano Carlo Lausetti, politico italiano (n. 1841)
- 1898 - Gavino Scano, politico e giurista italiano (n. 1818)
- 1900 - Luigi Avogadro di Quaregna, politico italiano (n. 1826)

## XX secolo(228)
- 1901 - Giovanni Andrea Scartazzini, pastore protestante e letterato svizzero (n. 1837)
- 1901 - Telemaco Signorini, pittore e incisore italiano (n. 1835)
- 1901 - Max Joseph von Pettenkofer, chimico tedesco (n. 1818)
- 1902 - Batilde di Anhalt-Dessau, principessa tedesca (n. 1837)
- 1904 - Nikolaj Konstantinovič Michajlovskij, critico letterario e sociologo russo (n. 1842)
- 1906 - Adolphe-Louis-Albert Perraud, cardinale e vescovo cattolico francese (n. 1828)
- 1906 - Luigi Ricci-Stolz, compositore italiano (n. 1852)
- 1907 - Angelo Solerti, critico letterario italiano (n. 1865)
- 1908 - Alfonso Maria Giordano, arcivescovo cattolico italiano (n. 1835)
- 1908 - Mustafa Kamil, politico e giornalista egiziano (n. 1874)
- 1909 - Jacopo Caponi, giornalista e scrittore italiano (n. 1831)
- 1909 - Pierre Chanoux, presbitero, alpinista e botanico italiano (n. 1828)
- 1910 - Salvatore Greco dei Chiaramonte, schermidore e patriota italiano (n. 1835)
- 1911 - Carlo Munier, mandolinista e compositore italiano (n. 1859)
- 1912 - Joseph Lister, medico britannico (n. 1827)
- 1912 - Karl Penka, antropologo austriaco (n. 1847)
- 1913 - Arsenij Arkad'evič Goleniščev-Kutuzov, nobile, poeta e scrittore russo (n. 1848)
- 1913 - Kōnstantinos Tsiklītīras, lunghista e altista greco (n. 1888)
- 1915 - Giovanni Severi, avvocato e politico italiano (n. 1843)
- 1917 - Émile Pessard, compositore francese (n. 1843)
- 1917 - John William Waterhouse, pittore britannico (n. 1849)
- 1918 - Abdul Hamid II, sultano ottomano (n. 1842)
- 1918 - Wilhelm List, pittore e incisore austriaco (n. 1864)
- 1918 - Tullio Martello, economista e patriota italiano (n. 1841)
- 1918 - Ernesto Teodoro Moneta, giornalista e patriota italiano (n. 1833)
- 1918 - Angelo Olivieri, marinaio italiano (n. 1878)
- 1918 - Maurice Vaucaire, drammaturgo e romanziere francese (n. 1863)
- 1919 - Gustavo Frizzoni, critico d'arte italiano (n. 1840)
- 1920 - Leopoldo Franciolini, antiquario e falsario italiano (n. 1844)
- 1920 - Ignazio Galli, presbitero, meteorologo e sismologo italiano (n. 1841)
- 1920 - Amedee Reyburn, pallanuotista e nuotatore statunitense (n. 1879)
- 1920 - Pietro Scoppetta, pittore italiano (n. 1863)
- 1921 - Jules Flour, pittore francese (n. 1864)
- 1921 - Moisej Ostrogorskij, politico russo (n. 1854)
- 1922 - Alfred Cauchie, storico belga (n. 1860)
- 1923 - Wilhelm Conrad Röntgen, fisico tedesco (n. 1845)
- 1924 - Montague Chamberlain, ornitologo e naturalista canadese (n. 1844)
- 1925 - Paolo Emilio Bergamaschi, arcivescovo cattolico italiano (n. 1843)
- 1925 - Aristide Bruant, cantautore e cabarettista francese (n. 1851)
- 1926 - Leone Carmana, militare italiano (n. 1894)
- 1926 - Giovanni Vieri, patriota e tipografo italiano (n. 1847)
- 1927 - Myfit Libohova, politico e diplomatico albanese (n. 1876)
- 1927 - Robert Scholz, attore cinematografico tedesco (n. 1886)
- 1927 - Gustav Wentzel, pittore norvegese (n. 1859)
- 1928 - José Sánchez del Río, santo messicano (n. 1913)
- 1929 - Edouard Adam, pittore francese (n. 1847)
- 1929 - Nagai Nagayoshi, farmacista giapponese (n. 1844)
- 1929 - Albert Steinrück, attore tedesco (n. 1872)
- 1930 - Heinrich Vater, mineralogista e naturalista tedesco (n. 1859)
- 1931 - Eugenio de Blaas, pittore italiano (n. 1843)
- 1932 - Edgar Wallace, scrittore, giornalista e drammaturgo britannico (n. 1875)
- 1933 - Carl Heinrich Becker, orientalista, islamista e politico tedesco (n. 1876)
- 1933 - Millo Bortoluzzi, pittore italiano (n. 1868)
- 1935 - Ugo Mioni, presbitero e scrittore italiano (n. 1870)
- 1935 - Eusebia Palomino Yenes, religiosa spagnola (n. 1899)
- 1936 - Fillìa, poeta e pittore italiano (n. 1904)
- 1937 - Franciscus Kenninck, arcivescovo vetero-cattolico olandese (n. 1859)
- 1938 - Vladimir Aleksandrovič Antonov-Ovseenko, rivoluzionario, diplomatico e militare ucraino (n. 1883)
- 1938 - Mychajlo Bondarenko, politico sovietico (n. 1903)
- 1938 - Valdemar Irminger, pittore danese (n. 1850)
- 1938 - Karl von Plettenberg, generale tedesco (n. 1852)
- 1939 - Torkom I Koushagian, arcivescovo cristiano orientale armeno (n. 1874)
- 1939 - Papa Pio XI, papa, vescovo cattolico e cardinale italiano (n. 1857)
- 1940 - Alfredo Dentice di Frasso, ammiraglio, imprenditore e politico italiano (n. 1873)
- 1940 - Ellen Gates Starr, attivista e educatrice statunitense (n. 1859)
- 1940 - Luigi Serra, storico dell'arte, critico d'arte e museologo italiano (n. 1881)
- 1941 - Dino Ciriaci, militare italiano (n. 1914)
- 1941 - Ugo Passalacqua, militare italiano (n. 1914)
- 1941 - Roberto Vianello, militare italiano (n. 1907)
- 1942 - Bernardo Attolico, diplomatico e nobile italiano (n. 1880)
- 1942 - Alice Hegan Rice, scrittrice statunitense (n. 1870)
- 1942 - Dmitrij Lagunov, calciatore russo (n. 1888)
- 1943 - Erwin Gehrts, giornalista e militare tedesco (n. 1890)
- 1944 - Eugène Michel Antoniadi, astronomo greco (n. 1870)
- 1944 - Alfred Bachelet, compositore, direttore d'orchestra e docente francese (n. 1864)
- 1944 - Pino Budicin, antifascista e partigiano italiano (n. 1911)
- 1944 - Erling Maartmann, calciatore norvegese (n. 1887)
- 1944 - Kustaa Pihlajamäki, lottatore finlandese (n. 1902)
- 1944 - Siegfried Purner, pallamanista austriaco (n. 1915)
- 1944 - Israel Joshua Singer, scrittore polacco (n. 1893)
- 1945 - Giovanni Cerbai, partigiano italiano (n. 1912)
- 1945 - Fratelli De Rege, comico e attore italiano (n. 1891)
- 1945 - Giovanni Palatucci, poliziotto italiano (n. 1909)
- 1945 - Emiliano Rinaldini, antifascista e partigiano italiano (n. 1922)
- 1945 - Ernst Heinrich Schmauser, militare tedesco (n. 1890)
- 1946 - William Winter Jefferson, attore statunitense (n. 1876)
- 1947 - Winter Hall, attore neozelandese (n. 1872)
- 1947 - Eric Mayne, attore statunitense (n. 1865)
- 1948 - Frank Brownlee, attore statunitense (n. 1874)
- 1949 - Max Houben, bobbista, calciatore e velocista belga (n. 1898)
- 1949 - Charles Vane-Tempest-Stewart, VII marchese di Londonderry, nobile e politico britannico (n. 1878)
- 1950 - Peleo Bacci, critico d'arte italiano (n. 1869)
- 1950 - Joseph Charles, tennista statunitense (n. 1868)
- 1950 - Marcel Mauss, antropologo, sociologo e storico delle religioni francese (n. 1872)
- 1950 - W. H. D. Rouse, docente, grecista e latinista britannico (n. 1863)
- 1951 - Giacomo Tauro, pedagogista italiano (n. 1873)
- 1952 - Macedonio Fernández, filosofo e poeta argentino (n. 1874)
- 1953 - Antonio Graziadei, economista e politico italiano (n. 1873)
- 1953 - Maria Labia, soprano italiano (n. 1880)
- 1953 - Maria Rygier, politica italiana (n. 1885)
- 1954 - Väinö Ikonen, lottatore finlandese (n. 1895)
- 1954 - Wilhelm Schmidt, etnologo, antropologo e linguista austriaco (n. 1868)
- 1955 - Luigi Cozza, ingegnere e politico italiano (n. 1867)
- 1956 - Elifasi Msomi, assassino seriale sudafricano
- 1956 - Leonora Speyer, poetessa e violinista statunitense (n. 1872)
- 1956 - Hugh Trenchard, I visconte Trenchard, generale britannico (n. 1873)
- 1956 - Emmanouil Tsouderos, politico greco (n. 1882)
- 1957 - Francesco Coppola, politico e giornalista italiano (n. 1878)
- 1957 - Edoardo Firpo, poeta italiano (n. 1889)
- 1957 - Laura Ingalls Wilder, scrittrice statunitense (n. 1867)
- 1958 - Aleksander Klumberg, multiplista estone (n. 1899)
- 1958 - Richard Kuthan, calciatore austriaco (n. 1891)
- 1958 - Valère Ollivier, ciclista su strada e pistard belga (n. 1921)
- 1958 - José Pancetti, pittore brasiliano (n. 1902)
- 1958 - Charles Umbs, ginnasta e multiplista statunitense (n. 1876)
- 1959 - Mario Chini, poeta, museologo e traduttore italiano (n. 1876)
- 1960 - John Foy, maratoneta statunitense (n. 1882)
- 1960 - Roberto Franzoni, pittore, scultore e grafico italiano (n. 1882)
- 1960 - William Halpenny, astista canadese (n. 1882)
- 1960 - Alojzije Viktor Stepinac, cardinale e arcivescovo cattolico croato (n. 1898)
- 1961 - Sid Bowser, calciatore inglese (n. 1891)
- 1961 - Agostino Campi, editore italiano (n. 1903)
- 1961 - Otto Feyder, ginnasta e multiplista statunitense (n. 1877)
- 1961 - Velma Middleton, cantante statunitense (n. 1917)
- 1962 - Matthew Boulton, attore cinematografico e attore teatrale britannico (n. 1893)
- 1962 - Władysław Broniewski, poeta e militare polacco (n. 1897)
- 1962 - Herbert Engelsing, avvocato tedesco (n. 1904)
- 1962 - René Fauchois, scrittore, drammaturgo e attore teatrale francese (n. 1882)
- 1962 - Orazio Lupis, generale italiano (n. 1892)
- 1962 - John J. Mescall, direttore della fotografia statunitense (n. 1899)
- 1962 - Eduard von Steiger, politico svizzero (n. 1881)
- 1963 - Jean Amanrich, ammiraglio francese (n. 1893)
- 1963 - Louis Paulhan, militare e aviatore francese (n. 1883)
- 1964 - Paul Baudouin, banchiere e politico francese (n. 1894)
- 1964 - Eugen Sänger, ingegnere aeronautico austriaco (n. 1905)
- 1965 - Francesco Calasso, giurista italiano (n. 1904)
- 1965 - Guglielmo Federico di Schleswig-Holstein, nobile (n. 1891)
- 1965 - Giulio Morellato, orologiaio e imprenditore italiano (n. 1892)
- 1965 - Hans Weber, calciatore svizzero (n. 1934)
- 1966 - Giuseppe Burzio, arcivescovo cattolico italiano (n. 1901)
- 1966 - John Edelsten, ammiraglio inglese (n. 1891)
- 1966 - John F.C. Fuller, generale e storico britannico (n. 1878)
- 1966 - Osie Johnson, batterista, cantante e compositore statunitense (n. 1923)
- 1967 - Anders Hylander, ginnasta svedese (n. 1883)
- 1967 - Ralph Murphy, regista e sceneggiatore statunitense (n. 1895)
- 1967 - Oliviero Pigini, imprenditore italiano (n. 1922)
- 1968 - Mario Pannunzio, giornalista e politico italiano (n. 1910)
- 1968 - Harry Schmidt, generale statunitense (n. 1886)
- 1968 - Pitirim Aleksandrovič Sorokin, sociologo russo (n. 1889)
- 1970 - Helen Kim, educatrice e diplomatica sudcoreana (n. 1899)
- 1970 - Federico Lazzaro, politico italiano (n. 1893)
- 1971 - Henri Huet, fotoreporter francese (n. 1927)
- 1971 - Harald Öhquist, generale finlandese (n. 1891)
- 1972 - Peter Matejka, pittore slovacco (n. 1913)
- 1973 - Augusto De Marsanich, politico e giornalista italiano (n. 1893)
- 1973 - Maurice Escande, attore e regista francese (n. 1892)
- 1975 - Dave Alexander, bassista statunitense (n. 1947)
- 1976 - Anthony Armstrong, scrittore canadese (n. 1897)
- 1976 - Chung Kook-chin, allenatore di calcio e calciatore sudcoreano (n. 1917)
- 1977 - Frank Bompensiero, mafioso statunitense (n. 1905)
- 1977 - Federico Patellani, fotografo e regista italiano (n. 1911)
- 1977 - Rickard Sarby, velista svedese (n. 1912)
- 1977 - Grace Mary Williams, compositrice gallese (n. 1906)
- 1979 - Karl von Eberstein, generale tedesco (n. 1894)
- 1979 - Edvard Kardelj, politico, economista e pubblicista sloveno (n. 1910)
- 1979 - Roberto Narducci, architetto e ingegnere italiano (n. 1887)
- 1980 - Federico Nomi, avvocato, politico e economista italiano (n. 1888)
- 1980 - Rezső Soó, botanico ungherese (n. 1903)
- 1981 - Julien Levy, mercante d'arte e docente statunitense (n. 1906)
- 1982 - Helen Dukas, biografa tedesca (n. 1896)
- 1982 - Paul Samson, nuotatore e pallanuotista statunitense (n. 1905)
- 1983 - Angelo De Angelis, mafioso italiano (n. 1949)
- 1983 - Eduard Franz, attore statunitense (n. 1902)
- 1983 - Elith Pio, attore danese (n. 1887)
- 1983 - Edoardo Ruffini, giurista e avvocato italiano (n. 1901)
- 1983 - Vittorio Sereni, poeta, scrittore e traduttore italiano (n. 1913)
- 1984 - Carlo Degara, calciatore italiano (n. 1896)
- 1984 - David Von Erich, wrestler statunitense (n. 1958)
- 1985 - Cesare Franchini, calciatore italiano (n. 1909)
- 1985 - Werner Hinz, attore e doppiatore tedesco (n. 1903)
- 1986 - Brian Aherne, attore e scrittore inglese (n. 1902)
- 1986 - Paolo Cavallina, giornalista, scrittore e conduttore radiofonico italiano (n. 1916)
- 1986 - Lando Conti, politico italiano (n. 1933)
- 1986 - Angiolo Del Lungo, giornalista italiano (n. 1900)
- 1986 - Jon Snersrud, combinatista nordico e saltatore con gli sci norvegese (n. 1902)
- 1987 - Angela e Luciana Giussani, fumettista, editrice e modella italiana (n. 1922)
- 1987 - William Rose, sceneggiatore statunitense (n. 1914)
- 1988 - Alberto Bertuzzi, giornalista italiano (n. 1913)
- 1988 - Sergejs Maģers, calciatore lettone (n. 1911)
- 1988 - Paolo Renosto, compositore italiano (n. 1935)
- 1988 - Chaya Mushka Schneerson, personalità religiosa bielorussa (n. 1901)
- 1989 - Sigfrido Burroni, militare italiano (n. 1898)
- 1990 - Knut Hansson, calciatore svedese (n. 1911)
- 1990 - Luigi Musina, pugile italiano (n. 1914)
- 1991 - Marion Roper, tuffatrice statunitense (n. 1910)
- 1992 - Alex Haley, giornalista e scrittore statunitense (n. 1921)
- 1992 - Jim Pepper, sassofonista, compositore e cantante statunitense (n. 1941)
- 1993 - Maurice Bourgès-Maunoury, politico francese (n. 1914)
- 1993 - Bengt Edlén, fisico e astronomo svedese (n. 1906)
- 1993 - Bruno Falck, imprenditore e ingegnere italiano (n. 1902)
- 1994 - Antonio Oré, cestista peruviano (n. 1914)
- 1994 - Bruno Vacchiano, pittore italiano (n. 1933)
- 1994 - Johannes Vonderach, vescovo cattolico svizzero (n. 1916)
- 1994 - Augusts Voss, politico e funzionario sovietico (n. 1919)
- 1995 - Straight Clark, tennista statunitense (n. 1925)
- 1995 - Jesús Garay, calciatore e allenatore di calcio spagnolo (n. 1930)
- 1995 - Paul Monette, scrittore, poeta e attivista statunitense (n. 1945)
- 1995 - Aldo Polverari, compositore e musicista italiano (n. 1960)
- 1996 - Anne Dyson, attrice inglese (n. 1908)
- 1996 - Abramo Freschi, vescovo cattolico italiano (n. 1913)
- 1996 - Walter Haas, politico tedesco (n. 1920)
- 1996 - Björn-Erik Höijer, drammaturgo e romanziere svedese (n. 1907)
- 1996 - Malcolm Newlands, calciatore scozzese (n. 1925)
- 1996 - Klaus-Dieter Seehaus, calciatore tedesco orientale (n. 1942)
- 1997 - Milton Cato, politico sanvincentino (n. 1915)
- 1997 - Francesco Compasso, avvocato, giornalista e politico italiano (n. 1935)
- 1997 - Ermido Santi, politico italiano (n. 1923)
- 1997 - Tadeusz Trojanowski, lottatore polacco (n. 1933)
- 1998 - Antonio Ivaldi, calciatore italiano (n. 1923)
- 1998 - Juan Otxoantezana, allenatore di calcio e calciatore spagnolo (n. 1912)
- 1999 - Peko Dapčević, partigiano e generale jugoslavo (n. 1913)
- 1999 - Herb Krautblatt, cestista statunitense (n. 1926)
- 1999 - Jean Levavasseur, schermidore francese (n. 1924)
- 1999 - Joseph Marie Nguyễn Tùng Cương, vescovo cattolico vietnamita (n. 1919)
- 1999 - Petros Panagiōtarakos, cestista greco (n. 1943)
- 1999 - Francisco de Almeida Fleming, attore, sceneggiatore e regista brasiliano (n. 1900)
- 2000 - Igor Bensen, inventore, progettista e aviatore russo (n. 1917)
- 2000 - Jim Varney, attore, comico e doppiatore statunitense (n. 1949)

## XXI secolo(154)
- 2001 - Ramzan Achmadov, generale russo (n. 1970)
- 2001 - Lewis Arquette, attore statunitense (n. 1935)
- 2001 - Abraham Beame, politico statunitense (n. 1906)
- 2001 - Marcello La Greca, entomologo italiano (n. 1914)
- 2001 - Buddy Tate, sassofonista e clarinettista statunitense (n. 1913)
- 2002 - Dominique Barthélemy, presbitero francese (n. 1921)
- 2002 - Josef F. Blumrich, ingegnere austriaco (n. 1913)
- 2002 - John Erickson, storico britannico (n. 1929)
- 2002 - Ramón Arellano Félix, criminale messicano (n. 1964)
- 2002 - Dave Van Ronk, musicista e cantautore statunitense (n. 1936)
- 2002 - Vernon A. Walters, diplomatico e generale statunitense (n. 1917)
- 2003 - Curt Hennig, wrestler statunitense (n. 1958)
- 2003 - José Lewgoy, attore brasiliano (n. 1920)
- 2003 - Max Pécas, regista cinematografico, sceneggiatore e produttore cinematografico francese (n. 1925)
- 2003 - Vera Valli, cantante italiana (n. 1926)
- 2003 - Luigi Urbini, direttore d'orchestra italiano (n. 1928)
- 2003 - Omero Urilli, calciatore italiano (n. 1920)
- 2004 - Paul Ilyinsky, politico statunitense (n. 1928)
- 2004 - J.C. Quinn, attore statunitense (n. 1940)
- 2004 - John Sundberg, tiratore a segno svedese (n. 1920)
- 2004 - Vittorio Vettori, poeta, scrittore e critico letterario italiano (n. 1920)
- 2005 - Humbert Balsan, produttore cinematografico e attore francese (n. 1954)
- 2005 - Arthur Miller, drammaturgo, scrittore e giornalista statunitense (n. 1915)
- 2006 - Karel Bělohradský, cestista cecoslovacco (n. 1926)
- 2006 - Severino Citaristi, politico italiano (n. 1921)
- 2006 - Ibolya Csák, altista ungherese (n. 1915)
- 2006 - Fernando Pereira de Freitas, cestista brasiliano (n. 1934)
- 2006 - Norman Edward Shumway, cardiochirurgo statunitense (n. 1923)
- 2006 - André Strappe, calciatore e allenatore di calcio francese (n. 1928)
- 2006 - J Dilla, disc jockey, polistrumentista e rapper statunitense (n. 1974)
- 2007 - Nick Grunzweig, cestista statunitense (n. 1918)
- 2007 - Jeong Da-bin, attrice sudcoreana (n. 1980)
- 2007 - Bruno Ruffo, pilota motociclistico italiano (n. 1920)
- 2008 - Steve Gerber, fumettista statunitense (n. 1947)
- 2008 - Ove Jørstad, calciatore norvegese (n. 1970)
- 2008 - Emilio Mendogni, pilota motociclistico italiano (n. 1932)
- 2008 - Inga Nielsen, soprano danese (n. 1946)
- 2008 - Manuel Ortiz, schermidore cubano (n. 1948)
- 2008 - Remo Peroncelli, partigiano e calciatore italiano (n. 1919)
- 2008 - Roy Scheider, attore statunitense (n. 1932)
- 2009 - Lucille Davidson, cestista e tennista statunitense (n. 1924)
- 2009 - Salvatore Lanzafame, cestista e pallanuotista italiano (n. 1933)
- 2009 - Jeremy Lusk, pilota motociclistico statunitense (n. 1984)
- 2010 - Carl Braun, cestista e allenatore di pallacanestro statunitense (n. 1927)
- 2010 - Orlando Peçanha, calciatore brasiliano (n. 1935)
- 2010 - Fred Schaus, cestista, allenatore di pallacanestro e dirigente sportivo statunitense (n. 1925)
- 2010 - Kazuhide Takahama, architetto e designer giapponese (n. 1930)
- 2010 - José Joaquín Trejos Fernández, politico costaricano (n. 1916)
- 2010 - Nereo Vanzan, politico italiano (n. 1931)
- 2010 - Ėduard Vinokurov, schermidore sovietico (n. 1942)
- 2010 - Frederick Weyand, generale statunitense (n. 1916)
- 2010 - Charlie Wilson, politico e militare statunitense (n. 1933)
- 2011 - Jeannette Batti, attrice francese (n. 1921)
- 2011 - Giuseppe Bortolotti, calciatore e allenatore di calcio italiano (n. 1930)
- 2011 - Cristoforo Genna, magistrato e politico italiano (n. 1936)
- 2011 - Bill Justice, animatore e ingegnere statunitense (n. 1914)
- 2011 - Sa'd al-Shadhli, generale e diplomatico egiziano (n. 1922)
- 2011 - Józef Mirosław Życiński, arcivescovo cattolico polacco (n. 1948)
- 2012 - Jacques D'Hondt, filosofo e partigiano francese (n. 1920)
- 2012 - Guido Fanti, politico italiano (n. 1925)
- 2012 - Arrigo Finzi, fisico italiano (n. 1917)
- 2012 - Richard T. France, presbitero e biblista britannico (n. 1938)
- 2012 - Giuseppe Persi, calciatore italiano (n. 1924)
- 2012 - Adolfo Schwelm Cruz, pilota automobilistico argentino (n. 1923)
- 2012 - Giuliano Zuccoli, dirigente d'azienda italiano (n. 1943)
- 2013 - Frank Farrelly, psichiatra statunitense (n. 1931)
- 2013 - Albert Mosséri, medico francese (n. 1925)
- 2013 - János Sándor Petöfi, semiologo e linguista ungherese (n. 1931)
- 2013 - Thierry Rupert, cestista francese (n. 1977)
- 2014 - Stuart Hall, sociologo e attivista giamaicano (n. 1932)
- 2014 - Gordon Harris, calciatore inglese (n. 1940)
- 2014 - Alan R. Katritzky, chimico britannico (n. 1928)
- 2014 - Leonard Knight, artista statunitense (n. 1931)
- 2014 - Shirley Temple, attrice, cantante e ballerina statunitense (n. 1928)
- 2014 - Pere Tena i Garriga, vescovo cattolico spagnolo (n. 1928)
- 2015 - Karl Becker, cardinale e teologo tedesco (n. 1928)
- 2015 - Aroldo Casali, tiratore a segno sammarinese (n. 1925)
- 2015 - Renato Crotti, imprenditore e scrittore italiano (n. 1921)
- 2015 - Manrico Gammarota, attore, regista e autore televisivo italiano (n. 1955)
- 2015 - Manfred Wagner, calciatore tedesco (n. 1938)
- 2016 - Jurij Dumčev, discobolo e attore russo (n. 1958)
- 2016 - Fausto Fonzi, archivista e storico italiano (n. 1927)
- 2016 - Anatolij Il'in, calciatore sovietico (n. 1931)
- 2016 - Jung Byung-tak, allenatore di calcio, calciatore e dirigente sportivo sudcoreano (n. 1942)
- 2016 - Francesco Pittaluga, canottiere italiano (n. 1913)
- 2016 - Eliseo Prado, calciatore argentino (n. 1929)
- 2016 - Christopher Rush, illustratore statunitense (n. 1965)
- 2016 - Günter Schröter, calciatore tedesco orientale (n. 1927)
- 2017 - Wiesław Adamski, scultore, pittore e disegnatore polacco (n. 1947)
- 2017 - Nereo Battello, politico italiano (n. 1928)
- 2017 - Guglielmo Castagnetti, politico italiano (n. 1943)
- 2017 - Willy Claes, sollevatore belga (n. 1937)
- 2017 - Piet Keizer, calciatore olandese (n. 1943)
- 2017 - Hal Moore, generale e scrittore statunitense (n. 1922)
- 2018 - James Kenneth Adjaye, allenatore di calcio e calciatore ghanese (n. 1928)
- 2018 - Walter Boucquet, ciclista su strada e pistard belga (n. 1941)
- 2018 - Antoine Culioli, linguista francese (n. 1924)
- 2018 - Tommy Neilson, calciatore scozzese (n. 1935)
- 2018 - Armin von Büren, ciclista su strada e pistard svizzero (n. 1928)
- 2018 - Ludmila Švédová, ginnasta cecoslovacca (n. 1936)
- 2019 - Carmen Argenziano, attore statunitense (n. 1943)
- 2019 - Mario Bernardo, direttore della fotografia e partigiano italiano (n. 1919)
- 2019 - Miranda Bonansea, attrice e doppiatrice italiana (n. 1926)
- 2019 - Heinz Fütterer, velocista tedesco (n. 1931)
- 2019 - Walter B. Jones, politico statunitense (n. 1943)
- 2019 - Fernando Peres, calciatore portoghese (n. 1943)
- 2019 - Maura Viceconte, maratoneta e mezzofondista italiana (n. 1967)
- 2019 - Jan-Michael Vincent, attore statunitense (n. 1945)
- 2020 - Claire Bretécher, fumettista francese (n. 1940)
- 2020 - Francesco Cesarini, ciclista su strada italiano (n. 1962)
- 2020 - Efigenio Ameijeiras Delgado, rivoluzionario e generale cubano (n. 1931)
- 2020 - Mario Ghella, pistard e ciclista su strada italiano (n. 1929)
- 2020 - Lyle Mays, pianista, tastierista e organista statunitense (n. 1953)
- 2020 - Giancarlo Morbidelli, imprenditore e progettista italiano (n. 1934)
- 2020 - Remo Pullica, allenatore di calcio e calciatore italiano (n. 1938)
- 2020 - Marge Redmond, attrice statunitense (n. 1924)
- 2020 - Rubén Selmán, arbitro di calcio cileno (n. 1963)
- 2020 - Silvano Tintori, architetto italiano (n. 1929)
- 2021 - Dick Bunt, cestista e allenatore di pallacanestro statunitense (n. 1929)
- 2021 - Luigi Romolo Cielo, medievista e storico dell'arte italiano (n. 1938)
- 2021 - Dai Davies, calciatore gallese (n. 1948)
- 2021 - Larry Flynt, editore statunitense (n. 1942)
- 2021 - Maurizio Liverani, giornalista, regista e scrittore italiano (n. 1928)
- 2021 - Pachín, allenatore di calcio e calciatore spagnolo (n. 1938)
- 2021 - Mladen Vranković, allenatore di calcio e calciatore croato (n. 1938)
- 2022 - Piero Bellotti, lottatore italiano (n. 1942)
- 2022 - Manuel Esquivel, politico beliziano (n. 1940)
- 2022 - Duvall Hecht, canottiere statunitense (n. 1930)
- 2022 - Antonio Kuk, calciatore e saggista italiano (n. 1944)
- 2022 - Nikolaj Manošin, calciatore sovietico (n. 1938)
- 2022 - Mino Milani, giornalista, scrittore e fumettista italiano (n. 1928)
- 2022 - Francesco Samà, politico italiano (n. 1940)
- 2023 - Marcel Adamczyk, calciatore francese (n. 1935)
- 2023 - Giovanni Bettini, politico e architetto italiano (n. 1938)
- 2023 - Len Birman, attore canadese (n. 1932)
- 2023 - AKA, rapper e cantante sudafricano (n. 1988)
- 2023 - Hugh Hudson, regista britannico (n. 1936)
- 2023 - Carlos Saura, regista spagnolo (n. 1932)
- 2023 - Sergej Tereščenko, politico kazako (n. 1951)
- 2024 - Janilla Bruckmann, scrittrice e antropologa italiana (n. 1939)
- 2024 - Günter Brus, pittore, scrittore e performance artist austriaco (n. 1938)
- 2024 - Kelvin Kiptum, maratoneta keniota (n. 1999)
- 2024 - Ian Lawson, calciatore inglese (n. 1939)
- 2024 - Edward Lowassa, politico tanzaniano (n. 1953)
- 2024 - Paul Neary, fumettista britannico (n. 1949)
- 2025 - Federico Butera, sociologo italiano (n. 1940)
- 2025 - John Cernuto, giocatore di poker statunitense (n. 1944)
- 2025 - Mauro Nobilia, sindacalista e politico italiano (n. 1947)
- 2025 - Chet Noe, cestista statunitense (n. 1931)
- 2025 - Takīs Oikonomopoulos, calciatore greco (n. 1943)
- 2025 - David Socha, arbitro di calcio statunitense (n. 1938)
- 2025 - Maria Tipo, pianista italiana (n. 1931)
- 2025 - John Tudor, calciatore inglese (n. 1946)
- 2025 - Peter Tuiasosopo, attore statunitense (n. 1965)

## Senza anno specificato(1)
- Švitrigaila, nobile lituano